# Isaac Bardavid
Isaac Bardavid (Niterói, 13 febbraio 1931 – Niterói, 1º febbraio 2022) è stato un attore e doppiatore brasiliano.

## Biografia
Discendente di ebrei turchi, maturò la vocazione artistica piuttosto tardi, intorno ai 35 anni. Il suo esordio di attore avvenne nel 1968 in un film. Salvo una breve pausa, resasi necessaria per completare gli studi universitari in legge (1975), recitò a pieno ritmo al cinema, in televisione (La schiava Isaura, Magia, Salve Jorge) e a teatro, impersonando spesso personaggi autoritari o malvagi. Nel 2002 fu uno degli attori brasiliani che affiancarono Charlton Heston nel film My Father, diretto dall'italiano Egidio Eronico. Impegnato anche nel doppiaggio, era la voce brasiliana di Robert Englund.
Bardavid è morto a Niteroi nel 2022, quasi novantunenne, per enfisema. 

## Filmografia

### Film
- A Virgem prometida, regia di Ibere Cavalcanti (1968)
- Um Sonho de Vampiros, regia di Ibere Cavalcanti e Rubén W. Cavalloti (1969)
- Os Campeões, regia di Carlos Coimbra (1983)
- My Father, regia di Egidio Eronico (2003)
- Papai Noel Existe, regia di Estevão Ciavatta (2010)
- O Escaravelho do Diabo, regia di Carlo Milani (2016)
- Historietas Assombradas: O Filme, regia di Victor-Hugo Borges (2017)

### Telefilm
- Alice & Alice, regia di Dennis Carvalho (1983)

### Telenovelas e miniserie
- Irmãos Coragem (1970)
- Selva de Pedra (1972)
- Fogo Sobre Terra (1974)
- Vejo a Lua no Céu (1976)
- O Feijão e o Sonho (1976)
- La schiava Isaura (Escrava Isaura) – serie TV, episodi 1x1-1x3 (1976)
- Locomotivas (1977)
- Magia (O astro) (1977)
- Terre sconfinate (Terras do Sem-Fim) (1981)
- Eu Prometo (1983)
- SuperFriends: The Legendary Super Powers Show – serie TV, 8 episodi (1984)
- Dona Beija – serie TV, 6 episodi (1986)
- Tudo ou Nada (1986)
- O Primo Basílio – serie TV, 9 episodi (1988)
- La mamma – serie TV, 5 episodi (1990)
- Desejo (1990)
- Ilha das Bruxas – serie TV, 16 episodi (1991)
- O Fantasma da Ópera (1991)
- Você Decide – serie TV, episodi 2x19 (1993)
- A Viagem – serie TV, 3 episodi (1994)
- Tocaia Grande (1995)
- O Cravo e a Rosa (2000)
- A Padroeira (2001)
- Chocolate com pimenta (2004)
- Mandrake – serie TV, episodi 1x4-1x6 (2005)
- Cilada – serie TV, episodi 1x2 (2005)
- Sítio do Pica-Pau Amarelo – serie TV, 49 episodi (2001-2006)
- Eterna Magia – serie TV, 113 episodi (2007)
- Casos e Acasos – serie TV, episodi 1x25-1x30 (2008)
- Faça Sua História – serie TV, episodi 1x14-1x34 (2008)
- S.O.S. Emergência – serie TV, episodi 1x7 (2010)
- Rei Davi – serie TV, episodi 1x1-1x2-1x3 (2012)
- Salve Jorge – serie TV, 20 episodi (2012-2013)
- Além do Horizonte (2013)
- Dois Irmãos – serie TV, episodi 1x6-1x9 (2017)